# Cornelio Musso
Cornelio Musso (Piacenza, 16 aprile 1511 – Roma, 9 gennaio 1574) è stato un vescovo cattolico e teologo italiano.
Amico e seguace di Pietro Bembo, Musso fu il primo predicatore italiano del Cinquecento ad ottenere un riconoscimento tra i contemporanei e un successo duraturo soprattutto sul piano letterario.

## Biografia
Ancora giovinetto entrò nei frati minori conventuali compiendo così il voto della madre Cornelia che lo aveva consacrato a san Francesco. Proprio in memoria di lei, scomparsa già nei suoi primi anni, mutò il nome di Nicolò in quello di Cornelio. Nel convento di Piacenza fu allievo di p. Giacomo Rosa da Randazzo, valente predicatore siciliano, rivelando eccellenti doti oratorie. Dopo aver seguito il Rosa a Carpi, fu inviato allo Studio di Padova dove uscì maestro di teologia. Professore di metafisica nelle università di Pavia e di Bologna. Condotto dal cardinale Lorenzo Campeggi a Roma, fu presentato a papa Paolo III che lo volle predicatore ordinario in San Lorenzo in Damaso, la chiesa della Cancelleria Apostolica. Eletto nel 1541 vescovo di Bertinoro, nel 1544 fu trasferito alla sede di Bitonto. Partecipò al Concilio di Trento, dove tenne l'orazione inaugurale, distinguendosi soprattutto ai dibattiti sulla giustificazione. Nel 1560 fu inviato come legato pontificio per l'imperatore Ferdinando I. Nel 1563, terminato il Concilio, tornò a Bitonto dove rimase per nove anni visitando la diocesi e celebrando il sinodo. Desideroso di raggiungere la sua città natale, dovette rimanere a Roma dove attese alla revisione delle sue opere e fu assistente di Gregorio XIII. Nel gennaio 1574, colpito da broncopolmonite, moriva presso Palazzo Farnese. È sepolto nella basilica dei Santi Apostoli, retta dal suo ordine. Lasciò tre libri di prediche (Venezia 1576) e parecchi scritti teorici, tra cui il discorso De persecutionibus et victoriis ecclesiae tenuto al Concilio di Trento.
Bernardino Tomitano ha lasciato una breve biografia di Cornelio Musso, accompagnata da una profonda analisi del suo stile oratorio e omiletico, premessa all’edizione veneziana delle Prediche edita da Giolito nel 1554.

## Successione apostolica
La successione apostolica è:
- Vescovo Sisto Diuzioli, C.R.L. (1572)

## Opere
Tra i suoi scritti si menzionano: 

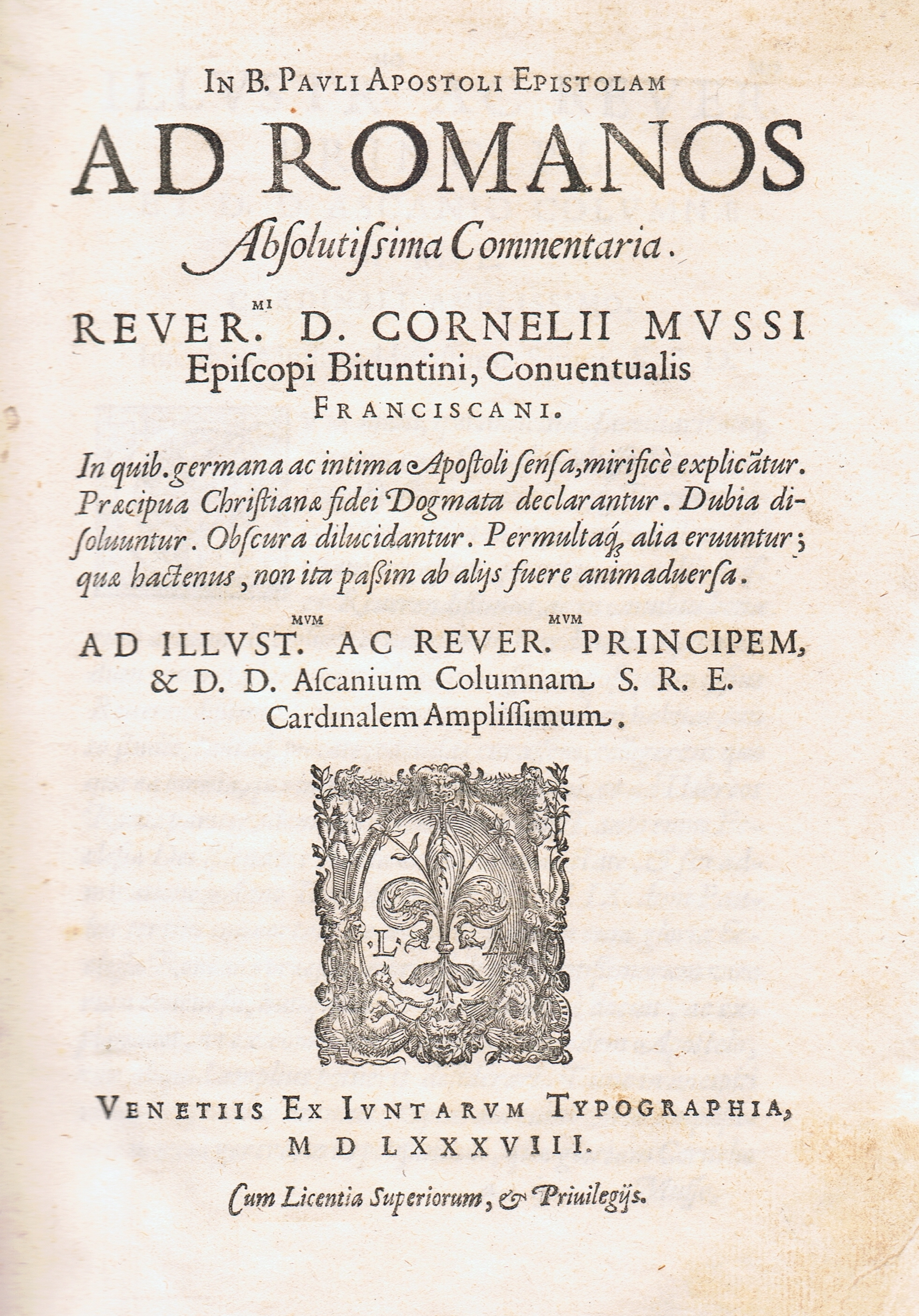
Frintespizio dei In B. Pauli apostoli epistolam ad Romanos absolutissima commentaria di Cornelio Musso, Venezia, Giunti, 1588

- Delle prediche quadragesimali del r.mo mons.or C. M. vescovo di Bitonto, I-II, Venezia, 1586;
- Prediche sopra il simbolo degli apostoli, le due dilettioni, di Dio, e del prossimo, il sacro decalogo, et la passione di nostro signor Giesu Christo, I-II, Venezia, 1590
- De divina historia libri tres, Venezia, 1585-1587;
- In B. Pauli apostoli epistolam ad Romanos absolutissima commentaria, Venezia, 1588;
- De operibus sex dierum, Venezia, 1598.

Furono pubblicate a Colonia due traduzioni latine delle prediche italiane di Musso: le Conciones evangeliorum de dominicis aliquot et festis solennioribus totius anni, ac quadragesimalibus feriis nonnullis (tradotte da Michael ab Isselt, 1594) e le Chrysostomi Italorum, id est, Rmi P.F. Cornelii Mussi, Franciscani Episcopi Bitontini, conciones aliquot Romae habitae, in canticum Deiparae Virginis Magnificat (1618).